# Nerocila livida
Nerocila livida is een pissebed uit de familie Cymothoidae. De wetenschappelijke naam van de soort is voor het eerst geldig gepubliceerd in 1908 door Gustav Budde-Lund.